# Cabrièiras (Erau)
Cabrièiras (en francès Cabrières) és un municipi occità del Llenguadoc, situat al departament de l'Erau i a la regió d'Occitània.